# Vukovar-Srijems län
Vukovar-Srijems län (kroatiska: Vukovarsko-srijemska županija) är ett av Kroatiens 21 län. Dess huvudort är Vukovar. Länet har 204 768 invånare (år 2001) och en yta på 2 448 km². 

## Administrativ indelning
Vukovar-Srijems län är indelat i 3 städer och 25 kommuner.
- Städer:
  - Vukovar
  - Vinkovci
  - Županja
  - Ilok
  - Otok

- Kommuner:
  - Andrijaševci
  - Babina Greda
  - Bogdanovci
  - Borovo
  - Bošnjaci
  - Cerna
  - Drenovci
  - Gradište
  - Gunja
  - Ivankovo
  - Jarmina
  - Lovas
  - Markušica
  - Negoslavci
  - Nijemci
  - Nuštar
  - Privlaka
  - Stari Jankovci
  - Stari Mikanovci
  - Tompojevci
  - Tordinci
  - Tovarnik
  - Trpinja
  - Vođinci
  - Vrbanja